# Questrecques
Questrecques é uma comuna francesa na região administrativa de Altos da França, no departamento de Pas-de-Calais. Estende-se por uma área de 5,84 km². Em 2010 a comuna tinha 321 habitantes (densidade: 55 hab./km²).